# Lasers in Surgery and Medicine
Lasers in Surgery and Medicine, abgekürzt Lasers Surg. Med., ist eine wissenschaftliche Fachzeitschrift, die vom Wiley-Blackwell-Verlag veröffentlicht wird. Die Zeitschrift erscheint mit zehn Ausgaben im Jahr. Es werden Arbeiten veröffentlicht, die sich mit dem Einsatz von Lasern für chirurgische Fragestellungen beschäftigen.
Der Impact Factor lag im Jahr 2014 bei 2,619. Nach der Statistik des ISI Web of Knowledge wird das Journal mit diesem Impact Factor in der Kategorie Chirurgie an 49. Stelle von 198 Zeitschriften geführt.